# Carl Schäfer
Carl Wilhelm Ernst Schäfer (Kassel, 18 de janeiro de 1844 – Carlsfeld, bairro de Brehna, no antigo distrito de Bitterfeld – 5 de maio de 1908) foi um arquiteto e professor universitário alemão.

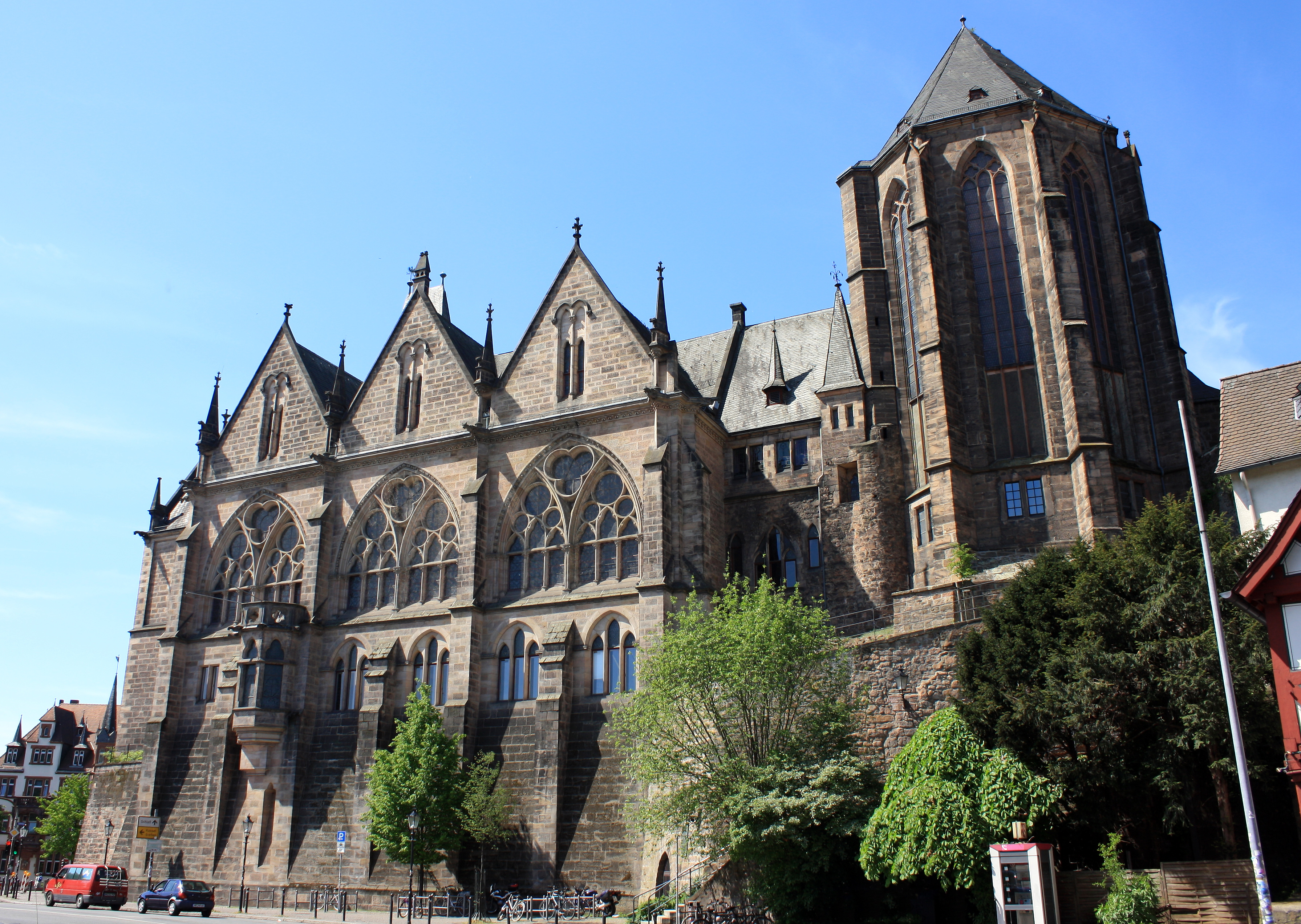
"Alte Universität" em Marburg

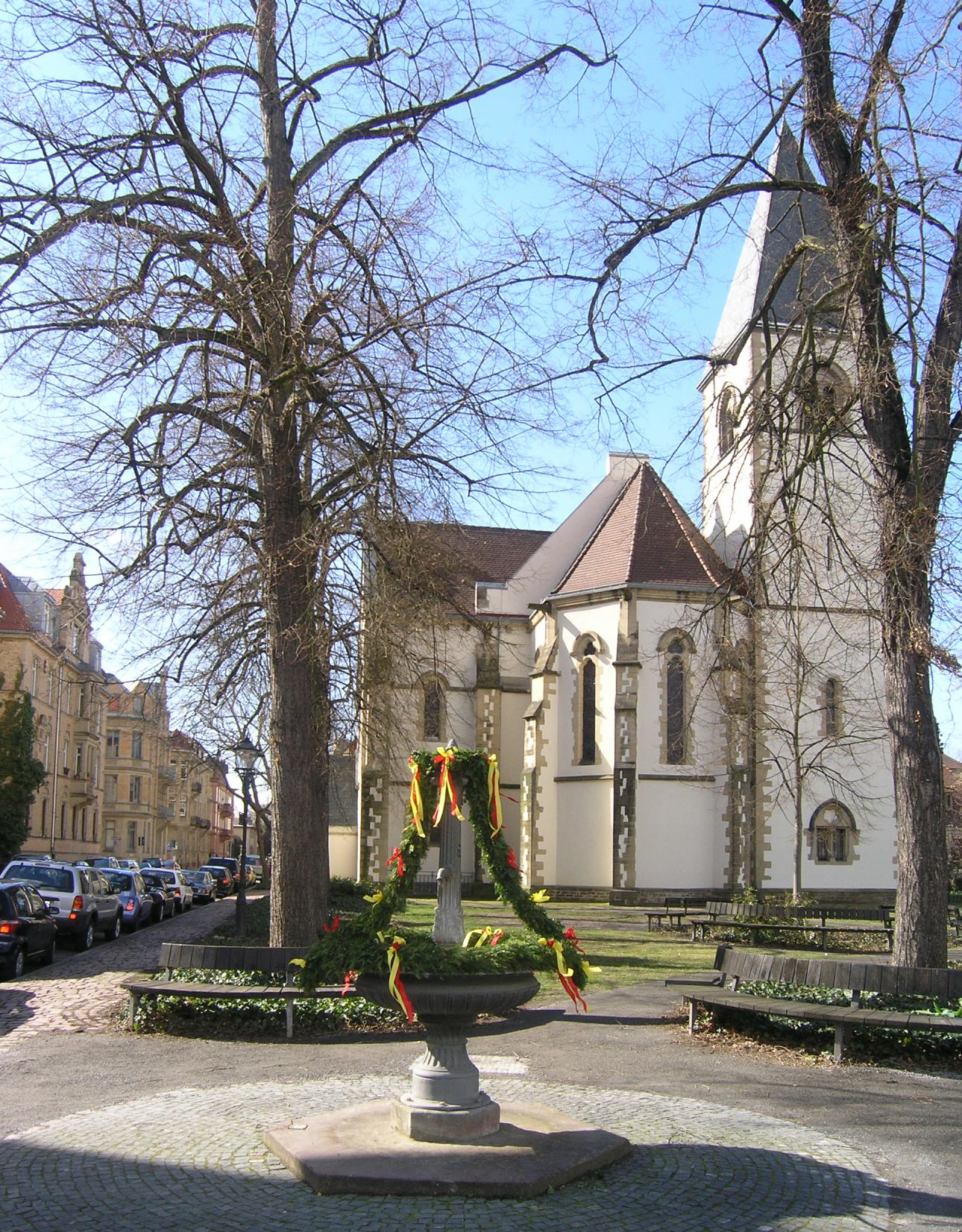
Antiga igreja católica em Karlsruhe